# St. Augustine South
Pour les articles homonymes, voir Augustine.
St. Augustine South est une census-designated place du comté de Saint Johns, dans l'État de Floride, aux États-Unis,. En 2020, elle compte une population de 5 066 habitants.